# Вересовка
Ве́ресовка (рос. Вересовка) — селище у складі Первоуральського міського округу Свердловської області.
Населення — 842 особи (2010, 883 у 2002).
Національний склад станом на 2002 рік: росіяни — 90 %.